# Atascadero
Atascadero è una città degli Stati Uniti d'America, situata in California, nella contea di San Luis Obispo.